# Мускетари
Мускетари (енгл. Musketeers) су били доминантна врста лаке пешадије (без оклопа) наоружане ватреним оружјем у западној и средњој Европи у периоду од 15. до краја 17. века. Пешадија 16. и 17. била је наоружана копљима и пушкама (енгл. pike and musket). По енглеском војном приручнику из 1625. високи војници наоружавани су копљима, а снажни и плећати мускетама (због тежине оружја), при чему је однос копљаника и мускетара био 1:2.

## Опрема
По препорукама енглеског краљевског Савета (енгл. Privy Council) из 1638. (енгл. Instructions for Musters) обавезна опрема мускетара састојала се од мускете фитиљаче (цеви од 4 стопе, калибра 12 зрна у 1 фунту олова) са рачвастим ослонцем за цев, реденика са фишецима барута, мача са појасом и канијама и шлема типа морион. Све мускете у јединици морале су бити истог калибра. Додатна опрема укључивала је калуп за зрна, фишеклију (торбу за зрна) и шипку за чишћење цеви. Осим ове опреме, мускетари су носили сопствена цивилна одела. Провера опреме на смотрама често је показивала недостатке: тако од 12 мускетара окружне милиције из Ладлова, на смотри 1640. петорица нису имали шлемове, а двојица реденике. 1639. трошкови потпуне опреме за једног мускетара износили су 2 фунте, 8 шилинга и 6 пенија (тј. 582 пенија, или 42 дневнице школованог мајстора).